# 同心 (大阪市)
同心（どうしん）は、大阪府大阪市北区の町名。現行行政地名は同心一丁目および同心二丁目。

## 地理
大阪市北区東部に位置。南は与力町・松ケ枝町、西は天神橋3丁目・4丁目、北はJR大阪環状線を挟んで天満橋、東は天満橋筋を挟んで天満と接する。
与力町・末広町とともに、寺町通りの北側に寺院が並ぶ天満東寺町の一部を含む。

### 地名の由来
同心の名の由来は、江戸期に大坂町奉行所の主力官僚である同心が当地に屋敷を構えていたことによる。

## 歴史
元は西成郡川崎村の一部。
天満東寺町の北側は、南から順に同心屋敷・与力屋敷・同心屋敷の配列になっていたため、大阪市編入後の1900年（明治33年）に起立した町名も同様に南同心町1 - 2丁目・与力町1 - 2丁目・北同心町1 - 2丁目という配列だった。
1978年（昭和53年）に同心1 - 2丁目の現行行政地名に改編。もと東寺町・南同心町・与力町のそれぞれ東半および北同心町に概ね該当する。

## 世帯数と人口
2019年（平成31年）3月31日現在の世帯数と人口は以下の通りである。
| 丁目       | 世帯数    | 人口    |
| ---------- | --------- | ------- |
| 同心一丁目 | 1,307世帯 | 2,153人 |
| 同心二丁目 | 2,135世帯 | 3,573人 |
| 計         | 3,442世帯 | 5,726人 |

### 人口の変遷
国勢調査による人口の推移。
| 1995年（平成7年）  | 3,403人 | [ 6 ]  |  |
| 2000年（平成12年） | 4,327人 | [ 7 ]  |  |
| 2005年（平成17年） | 4,263人 | [ 8 ]  |  |
| 2010年（平成22年） | 4,444人 | [ 9 ]  |  |
| 2015年（平成27年） | 5,098人 | [ 10 ] |  |

### 世帯数の変遷
国勢調査による世帯数の推移。
| 1995年（平成7年）  | 1,778世帯 | [ 6 ]  |  |
| 2000年（平成12年） | 2,598世帯 | [ 7 ]  |  |
| 2005年（平成17年） | 2,568世帯 | [ 8 ]  |  |
| 2010年（平成22年） | 2,638世帯 | [ 9 ]  |  |
| 2015年（平成27年） | 3,127世帯 | [ 10 ] |  |

## 学区
市立小・中学校に通う場合、学区は以下の通りとなる。北区内の全ての市立中学校と、大阪市内の小中一貫校が対象で学校選択が可能（抽選を実施）。
| 丁目       | 番   | 小学校             | 中学校             |
| ---------- | ---- | ------------------ | ------------------ |
| 同心一丁目 | 全域 | 大阪市立堀川小学校 | 大阪市立北稜中学校 |
| 同心二丁目 | 全域 | 大阪市立堀川小学校 | 大阪市立北稜中学校 |

## 事業所
2016年（平成28年）現在の経済センサス調査による事業所数と従業員数は以下の通りである。
| 丁目       | 事業所数  | 従業員数 |
| ---------- | --------- | -------- |
| 同心一丁目 | 114事業所 | 2,288人  |
| 同心二丁目 | 159事業所 | 1,198人  |
| 計         | 273事業所 | 3,486人  |

## 施設
- 大阪文化国際学校
- 龍海寺 - 緒方洪庵墓所
- 専念寺
- 九品寺
- 大信寺
- 明福寺
- 瑞光寺
- 千趣会（登記上の本店）
- IMAGICAウェスト
- 日本メンテナスエンジニヤリング
- アパホテル〈大阪天満〉

### かつて存在した施設
- ニチヤク

## 交通

### 鉄道
- 地内に駅はなく、JR大阪環状線「天満駅」もしくは地下鉄堺筋線「扇町駅」が最寄り駅である。

### 道路
高速道路
- 阪神高速11号池田線

主要地方道
- 大阪府道30号大阪和泉泉南線（天満橋筋）

## その他

### 日本郵便
- 〒530-0035[3]（集配局：大阪北郵便局[13]）